# Omyndigförklaring
Omyndigförklaring är en juridisk åtgärd av domstol, med avsikt att frånta en myndig person dess rättshandlingsförmåga, det vill säga förmågan att ingå avtal med mera. Orsaker till omyndigförklaringen kan vara exempelvis psykisk sjukdom, demens eller utvecklingsstörning.
I bland annat de nordiska länderna, Österrike och Tyskland har åtgärden sedan 1980- och 1990-talen ersatts av andra förfaranden.
Omyndigförklaring har i Sverige sedan den 1 januari 1989 ersatts av förvaltarskap.

## Finland
Om ett intressebevakarförordnande inte räcker till för att trygga huvudmannens intressen, kan domstolen besluta att huvudmannen får företa vissa rättshandlingar endast tillsammans med intressebevakaren. Om inte detta räcker kan domstolen besluta att huvudmannen inte är behörig att företa vissa rättshandlingar eller förfoga över viss egendom. I extrema fall kan domstolen besluta att huvudmannen ska omyndigförklaras. 2012 omyndigförklarade domstolarna i bara två fall och det fanns då runt 1 600 personer i Finland som var omyndigförklarade.

## Sverige
Omyndigförklaring avskaffades i Sverige den 1 januari 1989 och ersattes med förvaltarskap. För personer som på grund av till exempel utvecklingsstörning inte själva kan bevaka sin rätt, förvalta sin egendom eller sörja för sin person kan tingsrätten istället besluta om förvaltare. Den som är satt under förvaltare mister, till skillnad från den som enbart har god man, sin rättshandlingsförmåga och saknar rätt att föra sin egen talan och på egen hand ingå avtal. Sedan 1989 får dock alla röstberättigade över 18 år rösta i allmänna val, även om de är satta under förvaltare.

### Exempel
Ett känt svenskt fall av omyndigförklaring var Florence Stephens, som 1957 begärde sig själv omyndigförklarad i samband med Husebyaffären. Ett annat är Märta Söderberg, som förklarades omyndig på begäran av sin make år 1917 och blev inspärrad på sinnessjukhus mot sin vilja.
Ett fiktivt fall av omyndigförklaring är romankaraktären Lisbeth Salander i Millenniumserien av Stieg Larsson, som i berättelsen omfattades av omyndigförklaring i slutet av 1980-talet.

### Digitala källor
- ”God man, förvaltare eller framtidsfullmakt”. Domstolsverket. https://www.domstol.se/amnen/familj/god-man-och-forvaltare/. Läst 28 april 2021.
- ”God man eller förvaltare?”. Domstolsverket. https://www.domstol.se/amnen/familj/god-man-och-forvaltare/skillnad-mellan-god-man-och-forvaltare/. Läst 28 april 2021.
- ”God man”. Domstolsverket. https://www.domstol.se/amnen/familj/god-man-och-forvaltare/god-man/. Läst 28 april 2021.
- ”Förvaltare”. Domstolsverket. https://www.domstol.se/amnen/familj/god-man-och-forvaltare/forvaltare/. Läst 28 april 2021.